# 早川林香
早川 林香（はやかわ りんか、1991年6月25日 - ）は、日本プロ麻雀連盟に所属する女流プロ雀士。
宮城県仙台市出身。愛称は「りんかりん」。同団体での段位は四段（2023年現在）。

## 略歴
- 2014年、日本プロ麻雀連盟のプロテストに合格、第30期生として同東北本部よりプロデビュー。
- 2018年、東京本部に移籍。
- 2018年12月17日稼働開始の麻雀格闘倶楽部 GRAND MASTERでMFC新規参戦を果たす[2]。
  - 翌2019年3月11日-5月12日に行われた「麻雀格闘倶楽部 投票選抜戦2019」においては約109万票を獲得し女性部門33人中19位、男性を含めた新規参戦プロ8人の中では大久保朋美（約190万票）、沖ヒカル（約154万票）に次ぐ3位となった[3]。
- YouTube「りんかちゃんねる」で動画投稿をしている[4]他、LINEスタンプの販売なども手掛けている。
- 同じ東京本部の女流プロ、大久保朋美と共にユニット「ともかりん」を結成し、雀荘でのゲスト活動及び麻雀格闘倶楽部参戦を行っている[5]。
- 2021年、第1期桜蕾戦で決勝まで進み、2位となった[6]。
- 2022年10月28日、THEわれめDEポンで解説を務める。
- 2023年3月24日、日本プロ麻雀協会及びMリーグ・KADOKAWAサクラナイツ所属の渋川難波との結婚を、自身のSNSと渋川のYouTubeチャンネルを通じて発表[7]。

- 2023年9月30日、女流桜花Bリーグで1位となり、来季から女流Aリーグとしてスタートする[8]。